# Бранко Чрнац Туста
Бранко Чрнац – Туста (1955 – 2012) био је југословенски и хрватски певач, фронтмен панк-групе КУД Идијоти.

## Биографија
Рођен је 6. октобра 1955. године у Пули, у породици Ћића пореклом са Ћићарије.
Завршио је Техничку школу у Пули, а од 1978. године па до краја живота радио је у Фабрици електричних машина и уређаја Уљаник (ТЕСУ), где је на крају дошао до положаја шефа одсека; био је синдикални повереник Синдиката Истре, Кварнера и Далмације, и активно је учествовао у синдикалним активностима и радничким протестима.
КУД Идијотима придружио се 1985. године, четири године након њиховог оснивања, и због своје харизме, сценског наступа и искрених антифашистичких убеђења убрзо је постао један од најпрепознатљивијих и најзначајнијих певача југословенског панка. Наступао је на многобројним концертима широм бивше Југославије и у иностранству. Последњи пут је наступио на сцени 26. фебруара 2011. године у Зеленом гају у Словенији.
Бранко Чрнац Туста преминуо је од последица карцинома плућа и грла 14. октобра 2012. године. Сахрањен је на градском гробљу у Пули.

## Дискографија
Туста је као фронтмен КУД Идијота учествовао у снимању свих објављених албума бенда:
- Легендарни уживо (1986)
- Боље издати плочу него пријатеља (1987)
- Лутке на концу (1987)
- Хоћемо цензуру (1988)
- Лајв ин Бил (Live in Biel) (1988)
- Боливија Р’н’Р (1989)
- Ми смо овдје само због пара (1990)
- Ђуро воз солд аут (1991)
- Глупост је неуништива (1992)
- Тако је говорио ЗараТуста (1993)
- Истра ти материна (1995)
- Мегапанк (1995)
- Фак (Fuck) (1996)
- Сингл колекшн вол. 1 (Single collection vol. 1) (1997)
- Цијена поноса (1997)
- Гратис хитс лајв! (Gratis hits live!) (1999)
- Ремек-дјело (2001)

## Почасти
На другу годишњицу његове смрти, у његову част названа је једна улица у Пули, степениште које води до рок-клуба Уљаник.
Редитељ Андреј Коровљев снима документарни филм о Тустином животу.
Мурал са Тустиним ликом откривен је 12. јуна 2019. у Старој Пазови.

## Цитати
- Стотине примјера ме је још више увјерило да је назив албума „Глупост је неуништива“ био савршено точан. Само што сам ја у међувремену постао толерантнији према глупости и прихваћам је као дио људскога живљења. Људи имају право бити глупи, то се не може укинути декретом. Осим тога, има горих ствари: егоизам, злоба, садизам, тероризам, на примјер, попис је подужи... То уопће не значи да на свијету не постоје паметни људи, добре идеје, генијална дјела, здраве ствари. Постоје наравно, али кад је глупост у питању – то је коријен који се тешко чупа.[3]
- Увидио сам да се политичке промјене постижу политичким средствима и политичким радом, а не пјевањем. Свака дјелатност има своје оруђе. Земља се оре плугом, рат се проводи пушком, рестрикције се проводе законима. Пјесме против рата не заустављају рат, пјевање о сиромаштву не обогаћује сиромашне (евентуално аутора пјесме, ха, ха), пјесме о корупцији не спречавају корупцију. Дакле, што рјешавају пјесме? Углавном ништа.[3]